# Lecteria (Lecteria) vasta
Lecteria (Lecteria) vasta is een tweevleugelige uit de familie steltmuggen (Limoniidae). De soort komt voor in het Afrotropisch gebied.